# Хусейн, Закир (музыкант)
Закир Хуссейн (хинди ज़ाकिर हुसैन, урду ذاکِر حسین‎; 9 марта 1951, Бомбей, Бомбей, Индия — 15 декабря 2024, Сан-Франциско, США) — индийский музыкант, мастер игры на табле, музыкальный продюсер, актёр и композитор.

## Биография
Закир Хуссейн родился 9 марта 1951 года в семье известного таблиста Алла Ракха.
Он учился в Высшей школе Святого Михаила в Махиме и Колледже Св. Ксавьера в Мумбаи.
Хуссейн женат на итальяно-американской танцовщице Антонии Миннесоле, которая некоторое время была его менеджером. У них две дочери: Аниса и Изабелла Куреши.
Кроме активной концертной деятельности музыкант преподавал музыку в Мумбаи и Сан-Франциско.
Скончался 15 декабря 2024 года от осложнений, вызванных идиопатическим лёгочным фиброзом, в больнице Сан-Франциско, штат Калифорния, в возрасте 73 лет.

## Музыкальная карьера
Начал осваивать индийские ударные инструменты (мриданг, табла и др.) с раннего детства. Учителем Закира был его отец Алла Ракха.
За свою карьеру выпустил около 50 альбомов и снялся в нескольких фильмах. Участвовал в создании музыки к таким фильмам как «Апокалипсис сегодня» Фрэнсиса Форда Копполы и «Маленький Будда» Бернардо Бертолуччи.

## Дискография
- Evening Ragas (1970) Vasant Rai
- Shanti (1971)
- Rolling Thunder (1972) — Mickey Hart
- Shakti (1975) — Shakti with John McLaughlin
- Karuna Supreme (MPS, 1976) — John Handy with Ali Akbar Khan
- Hard Work — John Handy (ABC/Impulse, 1976)
- A Handful of Beauty (1976) — Shakti with John McLaughlin
- Diga (1976) — Diga Rhythm Band
- Natural Elements (1977) — Shakti with John McLaughlin
- Morning Ragas (1979) with Vasant Rai
- Who’s to Know (1980) — L. Shankar
- Song for Everyone (1985) — L. Shankar
- Making Music (1987) with Jan Garbarek, John McLaughlin and Hariprasad Chaurasia
- Tabla Duet (1988) — Zakir Hussain & Alla Rakha
- Venu (1989) — Hariprasad Chaurasia & Zakir Hussain
- At the Edge (1990) — Mickey Hart
- Maestro’s Choice Series One (1991) — Alla Rakha
- Planet Drum (1991) — Mickey Hart
- When Words Disappear (1991) — David Trasoff & Zakir Hussain
- Flights of Improvisation (1992)
- Sangeet Sartaj (1992)
- The One and Only (1992)
- Zakir Hussain and the Rhythm Experience (1992)
- Music of the Deserts (1993)
- Rag Madhuvanti / Rag Misra Tilang (1993) — Shivkumar Sharma
- Concert for Peace (1993) — Ravi Shankar
- Jog And Rageshri (1994)
- Ustad Amjad Ali Khan & Zakir Hussain (1994) — Amjad Ali Khan & Zakir Hussain
- Golden Krithis Colours — (1994) — Kunnakudi Vaidyanathan
- Raga Aberi (1995) — Shankar
- Maestro’s Choice — Series Two (1995) — Sultan Khan & Zakir Hussain
- World Network Series, Vol. 1: India- Raga Purya Kalyan (1995) — Zakir Hussain & Shivkumar Sharma
- The Elements — Space (1996)
- Mickey Hart’s Mystery Box (1996) — Mickey Hart
- Kirwani (1997)
- Magical Moments of Rhythm (1997)
- And the Rhythm Experience (1998)
- Essence of Rhythm (1998)
- Night Spinner (1998) — George Brooks (Moment Records)
- Supralingua (1998) — Mickey Hart
- Fire Dance (1998) collaboration with Pat Martino
- Save Our Children (1999) — Pharoah Sanders
- Remember Shakti (1999) — Remember Shakti
- Spirit into Sound (1999) — Mickey Hart

## Награды
- Премия Киото (2022)
- 2009 — премия Грэмми в категории «Лучший современный альбом в стиле world music» за «Global Drum Project» вместе с Микки Хартом, Сикуру Адеподжу и Джовани Идальго[11]..
- 2006 — альбом «Golden Strings of the Sarode», записанный вместе с Ашишем Ханом, был номинирован на премию Грэмми в категории «Лучший альбом в стиле world music»; Закир Хуссейн награждается премией «Калидас Самман» от правительства штата Мадхья-Прадеш (Индия)[5].
- 2002 — индийский орден Падма Бхушан за заслуги в области искусства[12].
- 1999 — Стипендия национального наследия, одна из наиболее престижных премий США для музыкантов в сфере фолк-музыки[13].
- 1988 — индийский орден Падма Шри за заслуги в области искусства.